# Тральщик

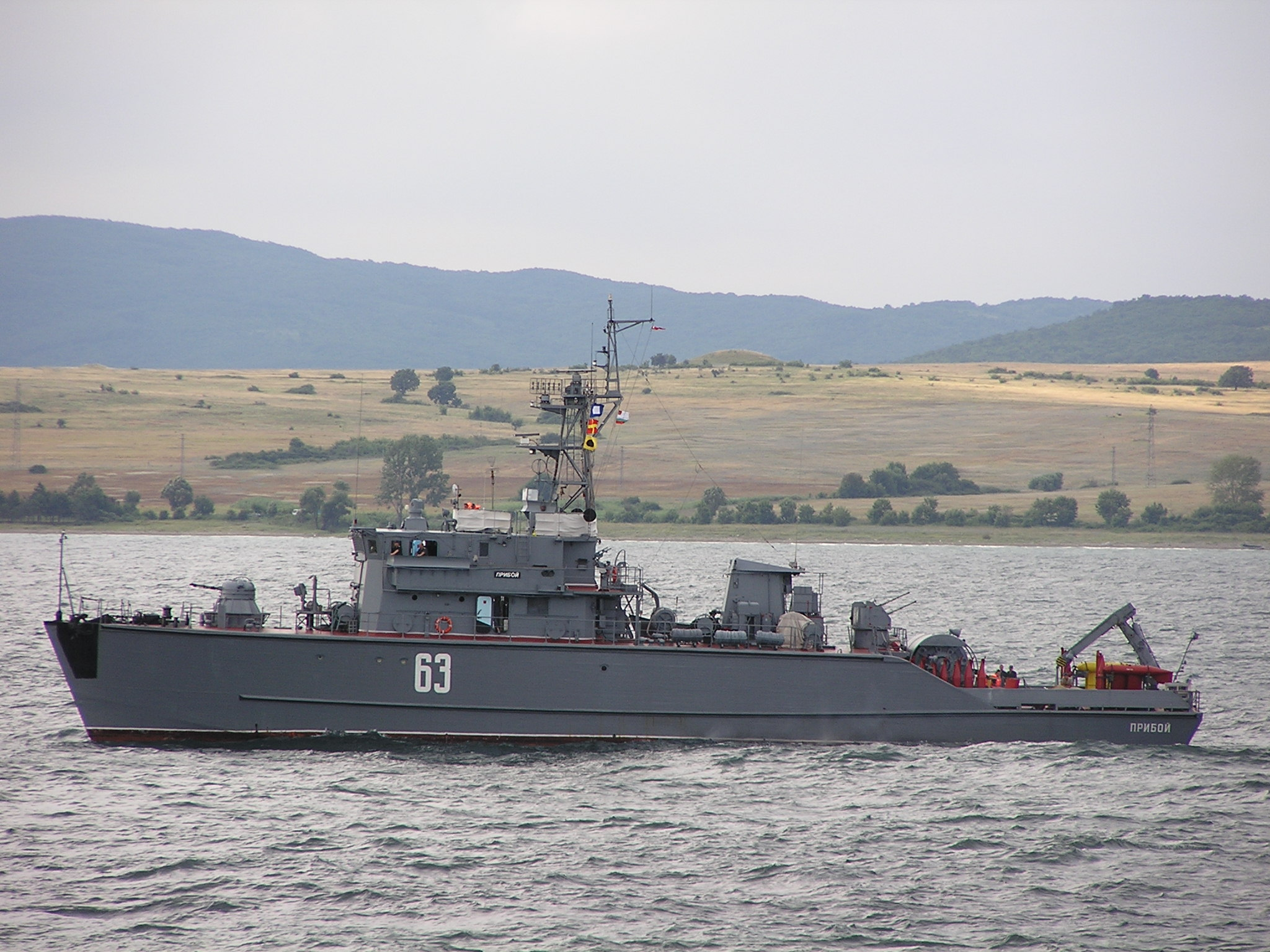
Болгарський базовий тральщик «Прибой» радянського проєкту 1265Е. В кормі — характерна для тральщиків тралбалка

Тра́льщик, тра́льник, тра́лер — військовий корабель спеціального призначення, головним завданням якого є пошук, виявлення та знищення морських мін, а також проведення кораблів і суден за тралами через мінні загородження. Узагальнене поняття для типу кораблів протимінної оборони.

## Класифікація мінно-тральних кораблів
За тоннажем, морехідними якостями та озброєнням тральщики поділяються на:
- тральщики-шукачі мін (англ. minehunters) — сучасні мінно-тральні кораблі, оснащені спеціальним озброєнням для пошуку і знищення мін по курсу корабля.
- морські тральщики — кораблі тоннажем понад 900 тонн, призначені для пошуку і знищення мін на океанському морському театрі воєнних дій.
- базові тральщики — кораблі тоннажем від 300 до 900 тонн, призначені для пошуку і знищення мін у прибережних районах і вузькостях.
- рейдові тральщики — кораблі тоннажем до 300 тонн, призначені для пошуку і знищення мін у бухтах, на рейдах і в річках.
- катери-тральщики — мінно-тральні катери тоннажем до 100 тонн із функціями, аналогічними базовим тральщикам.

Морські, базові й рейдові тральщики за принципом тралення із застосуванням навісних пристроїв за кормою корабля об'єднуються у підтип власне тральщики (англ. minesweepers). Основним озброєнням власне тральщиків є різні типи тралів:

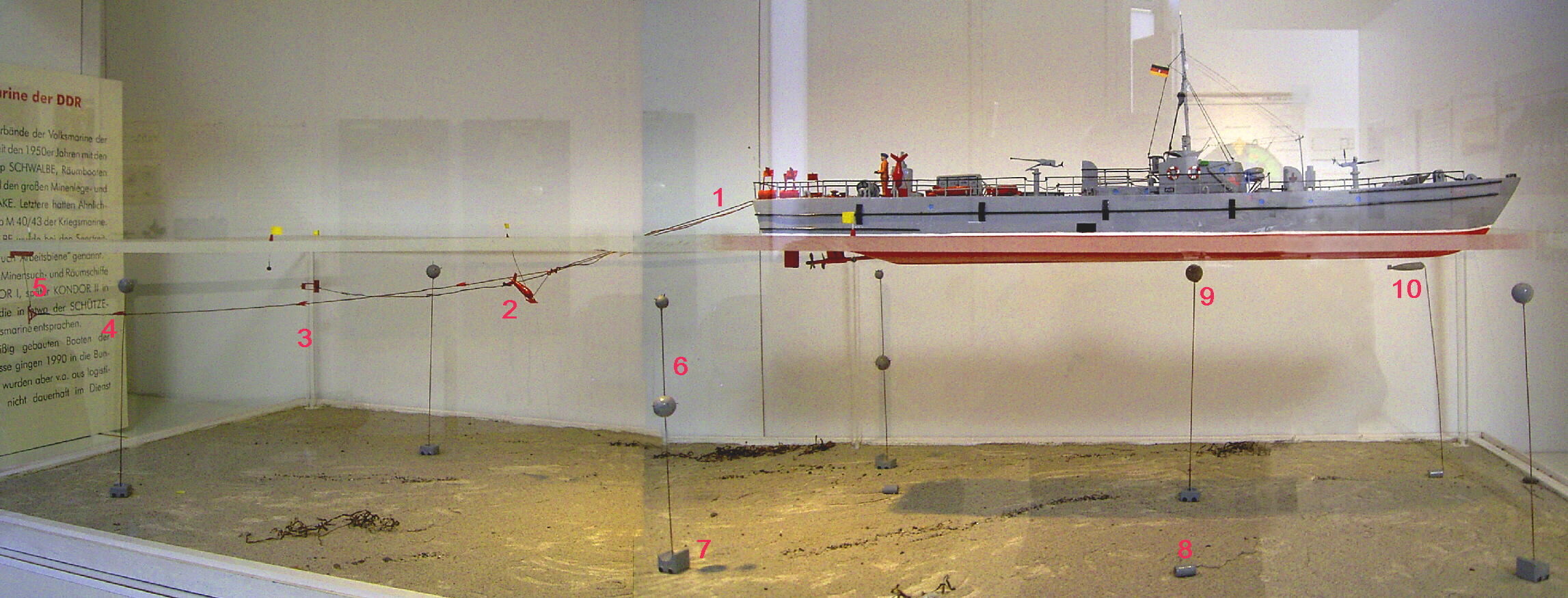
Тральщик з контактним тралом (Німецький морський музей).
1 — буксир, 2 — заглиблювач, 3 — траляча частина з різаками, 4 — відтягувач буя, 5 — буй-параван, 6-10 різні типи морських мін

- контактні — являють собою як правило прості троси з рядом закріплених на них різаків та параванами-занурювачами на кінці; з їх допомогою підрізаються мінрепи мін, міни спливають та розстрілюються. Це найстаріший тип тралення, який до того ж є найнебезпечнішим.
- акустичні — створені для підриву мін з акустичними детонаторами, імітують шуми великого корабля.
- електромагнітні (соленоїдні) — імітують електромагнітне поле цілі.
- гідродинамічні — створюють поле підвищеного або пониженого гідродинамічного тиску, як при проходженні корабля-цілі.
- комбіновані — зазвичай електромагнітно-акустичні чи гідродинамічно-акустичні.

У зв'язку з цим, на тральщик покладаються особливі вимоги щодо акустичної та електромагнітної малопомітності. Для цього використовуються такі заходи:
- Конструктивні. Корпус тральщика виробляється з немагнітних матеріалів (деревина, пластик), обмежуються розміри та осадка, встановлюються знемагнетовувальні механізми, застосовується демпфірування та звукоізоляція механізмів, декапітувальні гребні гвинти.
- Профілактичні. Періодично, або перед траленням, заміряються фізичні поля кораблів (акустичне та магнітне), за допомогою спеціальних засобів проводиться їх зниження.
- Тактичні. Корабель використовується в таких режимах, які мінімізують наведені поля: малі швидкості, для зниження шуму та динамічного тиску, по можливості рух по магнітних лініях Землі тощо.

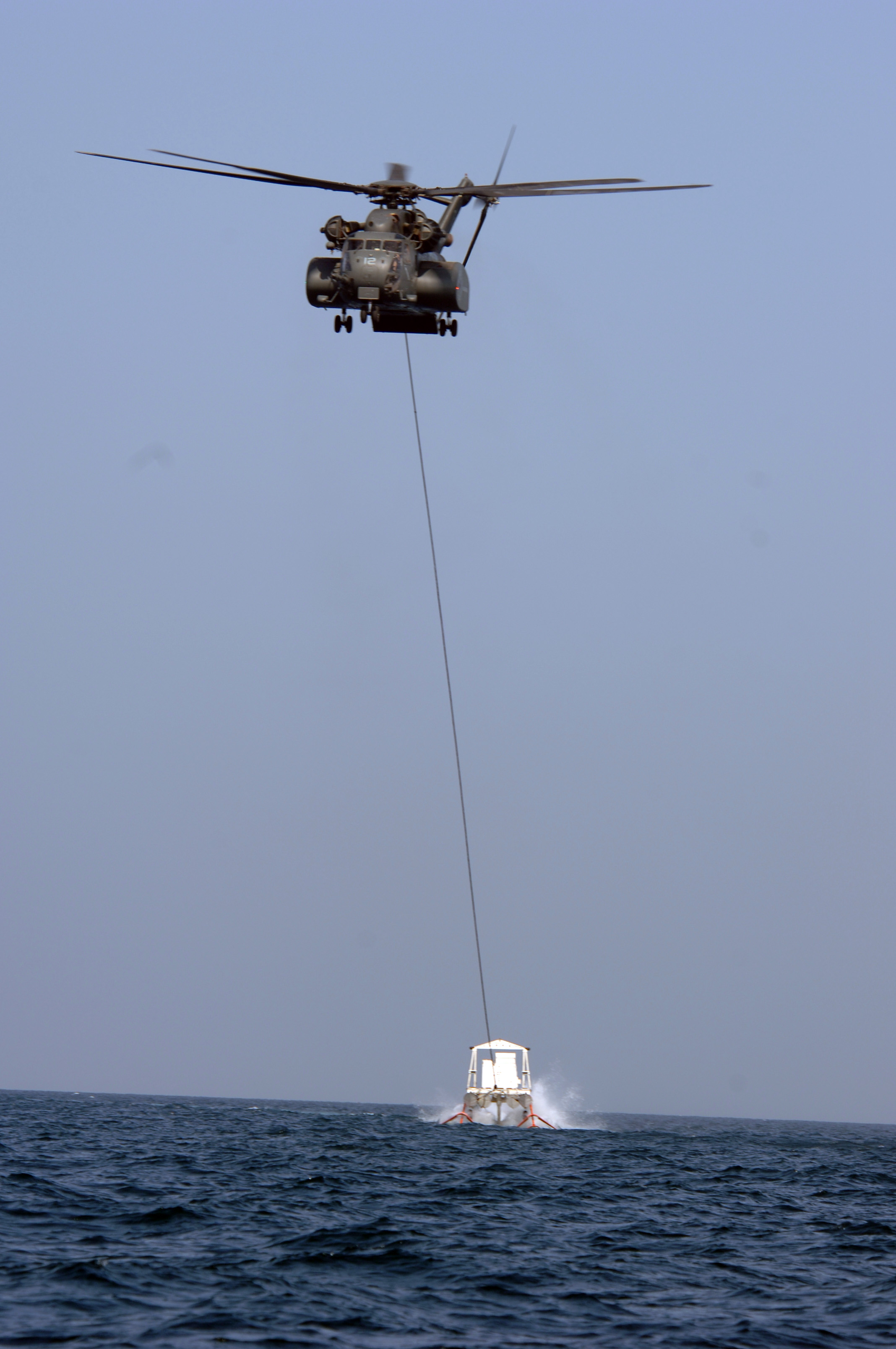
Вертолітне тралення в Перській затоці. 2006 рік

Поява тральщиків-шукачів мін була викликана покращенням мінових детонаторів, від чого знижувалася надійність витралювання. Тому був застосований логічний розвиток бойового тралення: не користуватися тралами, а шукати та знищувати міни підривними зарядами. Основну роботу тут виконують пошукові апарати або водолази-мінери. Важливішими стають умови їх використання, при цьому залишається потреба в зниженні фізичних полів шукача мін. Залежно від фізичних принципів пошуку, пошукові апарати можуть бути гідролокаційні, телевізійні та електромагнітні. Залежно від автономності — автономні та напівавтономні.
Як тральщики може використовуватися й авіатехніка. Так, в роки Другої світової війни ряд літаків бомбардувальної авіації Великої Британії були перероблені для виконання таких цілей. В німецьких Люфтваффе задля цих цілей використовувався Юнкерс Ю-52. В наш час як мінні тральщики активно використовуються вертольоти. Зокрема у ВМС України та деяких інших країн це Мі-14ПЛ і Ка-27ПЛ, у ВМС США — MH-53E.
На 2000 рік у світових флотах малося 60 тральщиків, 181 тральщик-шукач мін, одна ескадрилья вертольотів-тральщиків.

## Тральщики в українському флоті

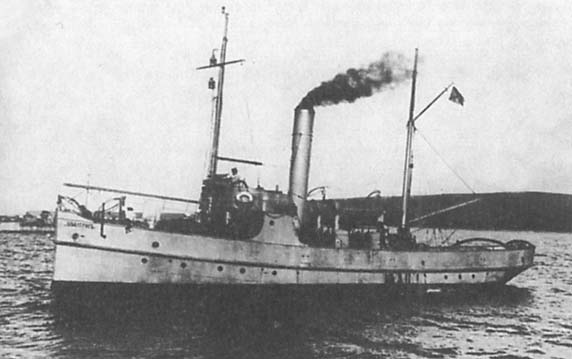
Тральщик ВМС УНР «Альбатрос». Приблизно 1917 рік

У 1918 році в Одесі було організовано українську бригаду тралення, яка в липні того ж року виконала успішне тралення Одеського рейду та Дніпровсько-бузького лиману. До складу цього формування входило до 20 різнотипних маленьких мобілізованих портових пароплавів та катерів. Найтиповішим українським тральщиком того часу можна вважати 100-тонний пароплав «Альбатрос».
Окрім цього, пам'ятним для України є тральщик Чорноморського флоту СРСР «Сигнальщик», який першим у 1992 році підняв український державний прапор.
У бойовому складі Військово-Морських Сил України після поділу Чорноморського флоту знаходилося 5 тральщиків: морські тральщики проєкту 266М U-310 «Чернігів», U-311 «Черкаси», базові тральщики проєкту 1265 U-330 «Мелітополь», U-331 «Маріуполь», рейдовий тральщик проєкту 1258 U-360 «Генічеськ», переважно 1970-х років побудови.
Базові тральщики «Мелітополь», «Маріуполь» були списані у 2012 — 2013 роках, а морські тральщики «Чернігів», «Черкаси» та  рейдовий тральщик «Генічеськ» захоплені ВМФ Росії в березні 2014 року. В травні того ж року тральщик «Генічеськ» був повернений Україні. 
4 серпня 2021 року Велика Британія офіційно повідомила, що передасть два виведених зі складу британського флоту тральщики-шукачі мін типу «Сендаун» ВМС України.
14 березня 2023 року міністр оборони Нідерландів Кайса Оллонґрен оголосила, що військова допомога Україні буде містити два кораблі-мисливці за мінами класу Alkmaar. Передачу планується здійснити орієнтовно до 2025 року. 